# Timbiquí
Timbiquí – miasto w Kolumbii, w departamencie Cauca.